# The Dead Boys
The Dead Boys was een Amerikaanse punkrockband uit New York.

## Bezetting
- Stiv Bators (Steven John Bator)[6] (zang)
- Cheetah Chrome (Gene O'Connor)[7] (e-gitaar)
- Jimmy Zero (William Wilden)[8] (e-gitaar)
- Johnny Blitz (John Madansky)[9] (drums)
- Bob Clearmountain[10] (e-basgitaar, 1977)
- Jeff Magnum (Jeff Halmagy)[11] (e-basgitaar, 1978)

## Geschiedenis
Chrome en Blitz hadden gespeeld in de band Rocket from the Tombs, die in 1975 werd ontbonden. Hun muzikale voorbeelden waren Alice Cooper, The Stooges en The New York Dolls. Ze formeerden samen met de zanger Stiv Bators, de gitarist Jimmy Zero en de bassist Jeff Magnum in Cleveland vooreerst de band Frankenstein, maar gaven slechts enkele concerten onder deze naam.
Toen ze hoorden van het florerende underground-circuit in de straat Bowery in Lower Manhattan, waar de bevriende Ramones behoorden tot de erkende bands, arrangeerden ze met behulp van zanger Joey Ramone een proefoptreden in de CBGB. Daar werden ze door het publiek op handen gedragen. Bators podiumshow met zijn Iggy Pop-achtige optreden en de harde drie-akkoorden-punk van de band kwamen in New York zeer goed aan. Hilly Kristal, de eigenaar van CBGB, liet zich door hen inhuren als manager en spoedig daarna kregen ze een platencontract bij Sire Records, waarbij ook The Ramones onder contract stonden.
De band, die zich ondertussen The Dead Boys noemde, had met uitzondering van Magnum dezelfde bezetting als Frankenstein. Op hun eerste album Young, Loud & Snotty speelde Bob Clearmountain, die later bekend werd als producent, de basgitaar. Het album werd in 1977 geproduceerd door rockzangeres Genya Ravan. Toen The Dead Boys in hetzelfde jaar op tournee gingen als voorband van Iggy Pop in de Verenigde Staten en als voorband van The Damned in het Verenigd Koninkrijk, vervoegde Magnum zich weer als bassist bij de band.
Ondanks positieve kritieken in de muziekpers was punk voor de meeste Amerikaanse rockfans nog altijd tamelijk vreemd en de verwachte afzet van het debuutalbum bleef uit.
De band concentreerde zich op hun tweede album Down to Kill, dat werd geproduceerd door Lou Reed. Het label vond het geluid van de muziek echter te hard om daarmee een hit te kunnen scoren en drong aan om Felix Pappalardi, de voormalige producent van The Cream te contracteren. Deze had echter geen toegang tot de luide en snelle passages van de songs en aldus was dit geen vruchtbare samenwerking.
Onder de nieuwe titel We Have Come for Your Children verscheen in 1978 het tweede album. Het bevatte weliswaar de punkklassieker Ain't It Fun, maar kon de verkoopopbrengst van de voorganger niet overtreffen. De band was daarna tijdens tournees voor een langere tijd blootgesteld aan grove beledigingen en ziekten. Blitz werd in New York op straat aangevallen met een mes, raakte zwaargewond en overleefde de aanval op het nippertje. John Belushi, Divine, The Ramones, leden van Blondie en Alice Coopers gitarist Glen Buxton organiseerden daarop in de muziekclub CBGB een benefietconcert onder de titel Blitz Benefit om de doktersrekeningen van Blitz te financieren.
In 1979 dwong Sire Records de band om een lopende concerttournee af te breken. De labelbezitter Seymour Stein dacht zich grondig te hebben verkeken op punk en verlangde van The Dead Boys om hun muziekstijl, hun image en hun bandnaam te veranderen. De band werd daarop ontbonden, maar moest maanden later hun contractuele verplichtingen met Sire Records nakomen met een concert, dat werd opgenomen voor een live-album. Zanger Bators liet echter tijdens het optreden zijn microfoon uitstaan om zodoende de opnamen onbruikbaar te maken. Toen Bomp Records een paar jaar later het album wilde uitbrengen, werd Bators zanggedeelte in de geluidsstudio nieuw opgenomen en over de oude opname gelegd.
Tijdens de jaren 1980 trad de band nu en dan op bij enkele concerten. Tijdens deze periode werd een groter heavy metal-publiek opmerkzaam op The Dead Boys, toen de New Yorkse band Overkill rond zanger Bobby Blitz coverversies van de songs Sonic Reducer en Ain't Nothin' to Do uitbracht. Van de populaire rockband Guns N' Roses bestaat een coverversie van het nummer Ain't It Fun.

## Discografie

### Singles
- 1977: Sonic Reducer
- 1978: Tell Me
- 1980: Not That Way Anymore (met Stiv Bators)
- 1987: All the Way Down (Poison Lady) / The Nights Are so Long
- 1988: Search & Destroy
- 1995: Eve of the Dead Boys (als Frankenstein)
- 2000: Buried Gems
- 2013: Last Stand 1980 EP

### Albums
- 1977: Young, Loud & Snotty
- 1978: We Have Come for Your Children
- 1981: Night of the Living Dead Boys (live, opgenomen in CBGB, New York, maart 1979)
- 1987: The Return of the Living Dead Boys
- 1988: Liver Than You'll Ever Be
- 1989: Younger, Louder and Snottyer!!! (originele mix van 1977)
- 1997: Younger, Louder & Snottier (remix)
- 1997: Twistin' on the Devil's Fork: Live at CBGB’s 1977 & 1978
- 1998: All This and More
- 1999: 3rd Generation Nation